# Arhytmogenic
Arhytmogenic – minialbum studyjny polskiego rapera O.S.T.R. oraz polskiego producenta muzycznego Magiery.

## Lista utworów
1. $TARTrack (071/042)
2. A₵ID
3. MaMoNa Li$a
4. $KUR***£¥ WaJB
5. UNIV€R$UM
6. AND€R$ON $ILVA
7. Ni₵
8. DR€AM$

## Twórcy
- Aranżacja - DJ Haem, O.S.T.R.
- Okładka/oprawa graficzna - connect the dots / connectthedots.pl
- Producent wykonawczy - Marcin "Tytus" Grabski
- Mix, mastering, scratche - DJ Haem
- Zdjęcia - Hubert Błaszczyk, Hubert Misiaczyk, Marcin Pławnicki
- Rap - O.S.T.R.
- Muzyka - Magiera